# غوفيتسكويي (ستافروبول)
غوفيتسكويي (بالروسية: Гофицкое) هي مدينة في مقاطعة ستافروبول كراي في روسيا.
يبلغ عدد سكانها حوالي 5340   نسمة.